# Зайчук, Валентин Александрович
Валенти́н Алекса́ндрович Зайчу́к (укр. Валентин Олександрович Зайчук; род. 27 августа 1949, Староконстантинов) — украинский государственный и образовательный деятель. Министр образования Украины (1999).

## Биография
- Сентябрь 1966 — июль 1967 — слесарь, РСУ Октябрьского района г. Киева.
- Сентябрь 1967 — август 1971 — студент, Киевский педагогический институт.
- Август 1971 — февраль 1972 — учитель украинского языка и литературы Лебедевской средней школы Киевской области.
- Февраль — май 1972 — учитель украинского языка и литературы, Музычанская 8-летняя школа Киевской области.
- Май 1972 — май 1973 — служба в армии.
- Май — ноябрь 1973 — организатор внеклассной и внешкольной работы.
- Ноябрь 1973 — июнь 1974 — заместитель директора по учебно-воспитательной работе.
- Июнь 1974 — сентябрь 1975 — директор, Гореницкой средней школы Киево-Святошинского района.
- Сентябрь 1975 — июнь 1982 — директор, Боярская СШ № 3 Киевской области.
- Июнь 1982 — август 1988 — заместитель заведующего Киевского областного отдела народного образования.
- Август 1988 — март 1991 — 1-й заместитель начальника Киевского областного управления народного образования.
- Март 1991 — апрель 1992 — заместитель Министра, Председатель Комитета по профессионально-техническому образованию, Министерство народного образования Украины.
- Апрель 1992 — июль 1995 — заместитель Министра.
- Июль 1995 — август 1997 — 1-й заместитель Министра, Министерство образования Украины.
- Август 1997 — январь 1999 — заместитель директора по научной работе, Институт педагогики АПНУ.
- С 14 января по 31 декабря 1999 года — Министр образования Украины[1][2].
- С 23 мая 2000 по 29 сентября 2001 года — чрезвычайный и полномочный Посол Украины в Литовской Республике[3][4].
- С 24 июля 2001 по 19 июня 2002 года — Государственный секретарь, Министерство образования и науки Украины[5][6].
- Декабрь 2001 — март 2003 — член Государственной комиссии по вопросам стратегии экономического и социального развития.
- C 7 июня 2002 — руководитель Аппарата ВР Украины.

15 сентября 2015 года Верховная Рада Украины уволила руководителя парламентского аппарата Валентина Зайчука. За проголосовали 238 депутатов при минимально необходимых 226. Таким образом, Верховная Рада Украины удовлетворила заявление Зайчука об отставке. 27 августа 2014 года ему исполнилось 65 лет в связи с чем, по действующему законодательству, он должен был бы покинуть государственную службу, однако парламент продлил его срок пребывания на госслужбе.
Владеет немецким языком.
Увлечения: Лёгкая атлетика, поэзия.

## Звания и награды
- Кандидат педагогических наук (1994), профессор (2005), академик АПНУ (Отдел педагогики и психологии профессионально-технического образования, декабрь 1999); Член-корреспондент АПНУ (1997) Член президиума ВАК Украины (февраль 1999 — март 2000).

- Лауреат Государственной премии Украины в области науки и техники (23 декабря 2003)[7]. Орден «Знак Почёта» (1986). Командор ордена Великого князя Литовского Гядиминаса (25 марта 2002)[8]. Орден князя Ярослава Мудрого IV степени (18 августа 2009)[9] и V степени (23 августа 2004)[10]. Заслуженный работник народного образования Украины (26 августа 1999)[11]. Государственный служащий 1-го ранга (27 августа 2002)[12].
- Командор ордена «За заслуги перед Литвой» (13 ноября 2006, Литва)[13].
- Орден «Содружество» (10 февраля 2006, Межпарламентская ассамблея СНГ) — за активное участие в деятельности Межпарламентской Ассамблеи и её органов, вклад в укрепление дружбы между народами государств — участников Содружества[14].

- Дипломатический ранг — чрезвычайный и полномочный Посол (30 декабря 2004)[15].

## Труды
Автор (соавтор) более 80 научных трудов по вопросам педагогики, в частности монографии «Проблемы подготовки кадров в ПТУ сельскохозяйственного профиля на Украине (1969—1995)» (1997), пел. книг: «Научно-образовательный потенциал нации. Взгляд в XXI век» (в 3 кн., 2003, 2004), «Общая психология. Учебник» (2004), «Проблемы законодательной политики» (В.1, 2, 2004, 2005).